# Ferrarisia ipomoeae
Ferrarisia ipomoeae är en svampart som först beskrevs av Syd. & P. Syd., och fick sitt nu gällande namn av Franz Petrak 1927. Ferrarisia ipomoeae ingår i släktet Ferrarisia och familjen Parmulariaceae.   Inga underarter finns listade i Catalogue of Life.